# 源政職
源 政職（みなもと の まさもと）は、平安時代中期の貴族。名は正職とも記される。光孝源氏、陸奥守・源信明の孫。播磨守・源国盛の子。官位は従四位下・加賀守。

## 経歴
一条朝にて、長徳3年（997年）伯耆守、寛弘3年（1006年）備後守を歴任し、この間の長保5年（1003年）正五位下、一条朝末の寛弘8年（1011年）従四位下に叙せられた。
三条朝の長和元年（1012年）加賀守として政職は任国の百姓らによる納税忌避を目的とした逃亡の発生を報告する文書を太政官に提出するが、一方で加賀国の豪族らからは国司の政職が32ヶ条の不正行為を行っていることを告発する文書が提出される。9月の陣定でこの問題が協議され、政職と豪族らとの両方を審問にかけてその上で結論を出すことに決定する。12月に審問の場が設定されるが、豪族ら身の危険を感じたためか行方を眩ませて姿を現さなかった。結局、豪族らは訴えを退けられ、虚偽の告発を行ったとして罪人として扱われることになった。
長和3年（1014年）敦明親王の従者によって拉致され敦明親王の堀河邸に監禁され暴行を受ける。加えて、連行の際には衆人環視の中で自らの足で歩くことを強制され晒し者にされる恥辱を受けた。当時、政職は敦明の妹の禎子内親王に対する債務を滞納しており、返済履行を促すための実力行使であった可能性もある。また、長和4年（1015年）加賀に割り当てられた貢納を、政職が滞らせたことが問題となっている。
後一条朝の寛仁4年（1020年）閏12月26日に平安京の自邸に押し入った群盗により、鉾で突き殺された。最終官位は前加賀守従四位下。

## 官歴
- 長徳3年（997年） 7月9日：伯耆守[8]
- 長保5年（1003年） 7月19日：正五位下[9]
- 寛弘3年（1006年） 10月2日：備後守[9]
- 寛弘8年（1011年） 6月9日：従四位下[9]
- 長和元年（1012年） 9月22日：見加賀守[10]
- 寛仁4年（1020年）閏12月26日：卒去（前加賀守従四位下）[8]

## 系譜
『尊卑分脈』による。
- 父：源国盛
- 母：不詳
- 生母不明の子女
  - 男子：源信盛
- 養子
  - 男子：源知通 - 実は源正職の子[11]